# ローン・ライノウ
『ローン・ライノウ』（Lone Rhino）は、アメリカ合衆国のミュージシャン、エイドリアン・ブリューが1982年に発表した、ソロ名義では初のスタジオ・アルバム。

## 背景
ブリューが1980年、ソロ名義でのレコード契約を得る目的で友人たちと結成したバンド「Gaga」のメンバーが参加した。ただし、「ファイナル・ライノウ」のピアノは、当時4歳であったブリューの娘オーディによる。ブリューは当時キング・クリムゾンのメンバーとして活動しており、本作の制作期間は、キング・クリムゾン名義のアルバム『ディシプリン』と『ビート』の間に当たる。

## 反響・評価
アメリカのBillboard 200では82位に達した。テッド・ミルズはオールミュージックにおいて5点満点中4点を付け「ロバート・フリップによる1980年代前半のキング・クリムゾン再編のさなかに発表された作品だけに、クリムゾン的なぎくしゃくしたギターやメロディ・ラインが支配的で、時折、ブリューのトレードマークである、動物の鳴き声を模したギターも飛び出してくる」と評している。

## 収録曲
全曲ともエイドリアン・ブリュー作。5. 6. 11.はインストゥルメンタル。
1. ビッグ・エレクトリック・キャット - "Big Electric Cat" - 4:53
2. ザ・マーマ - "The Momur" - 3:44
3. ストップ・イット - "Stop It" - 2:51
4. ザ・マン・イン・ザ・ムーン - "The Man in the Moon" - 3:50
5. ナイーヴ・ギター - "Naive Guitar" - 4:03
6. ホット・サン - "Hot Sun" - 1:30
7. ローン・ライナセロス - "The Lone Rhinoceros" - 4:02
8. スウィングライン - "Swingline" - 3:28
9. アディダス・イン・ヒート - "Adidas in Heat" - 2:47
10. アニマル・グレイス - "Animal Grace" - 4:02
11. ファイナル・ライノウ - "The Final Rhino" - 1:23

## 参加ミュージシャン
- エイドリアン・ブリュー - リード・ボーカル、ギター、ドラムス、パーカッション、エレクトロニクス
- クリスティ・ブレイ - ピアノ、ボーカル
- J・クリフトン・メイヒュー - ベース、フレットレスベース、ボーカル
- ウィリアム・ジャンセン - アルト・サクソフォーン、バリトン・サクソフォーン、ボーカル
- オーディ・ブリュー - ピアノ(on #11)